# Kriegsrecht in Polen 1981–1983

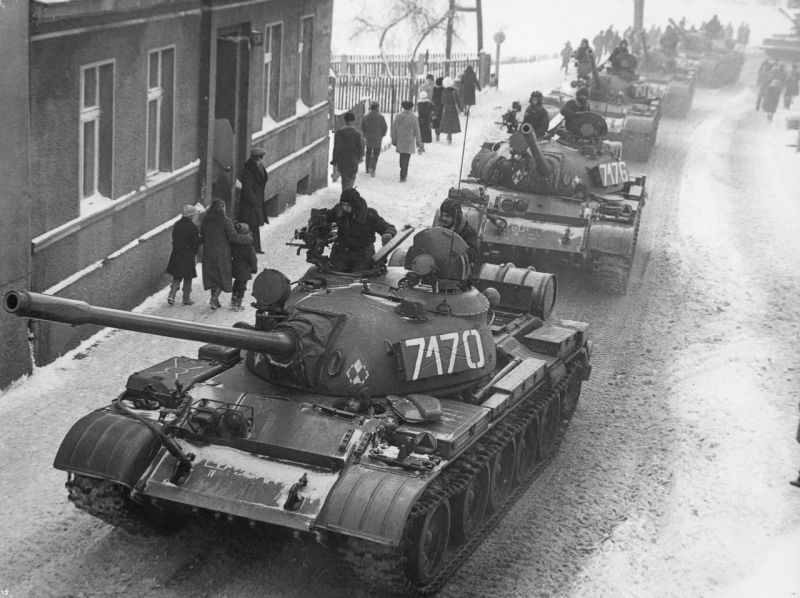
Panzer der polnischen Streitkräfte auf den Straßen während des Kriegsrechts

Das Kriegsrecht in Polen 1981–1983 (polnisch stan wojenny für Kriegszustand) war eine Maßnahme des Regimes der Volksrepublik Polen unter Wojciech Jaruzelski, um die Demokratiebewegung und die freie Gewerkschaft Solidarność zu zerschlagen. Es war mit der Militarisierung von Verwaltung, Wirtschaft und Medien, der Aufhebung von Bürgerrechten sowie einer das ganze Land erfassenden Verhaftungs- und Repressionswelle verbunden.

## Vorausgehende Ereignisse

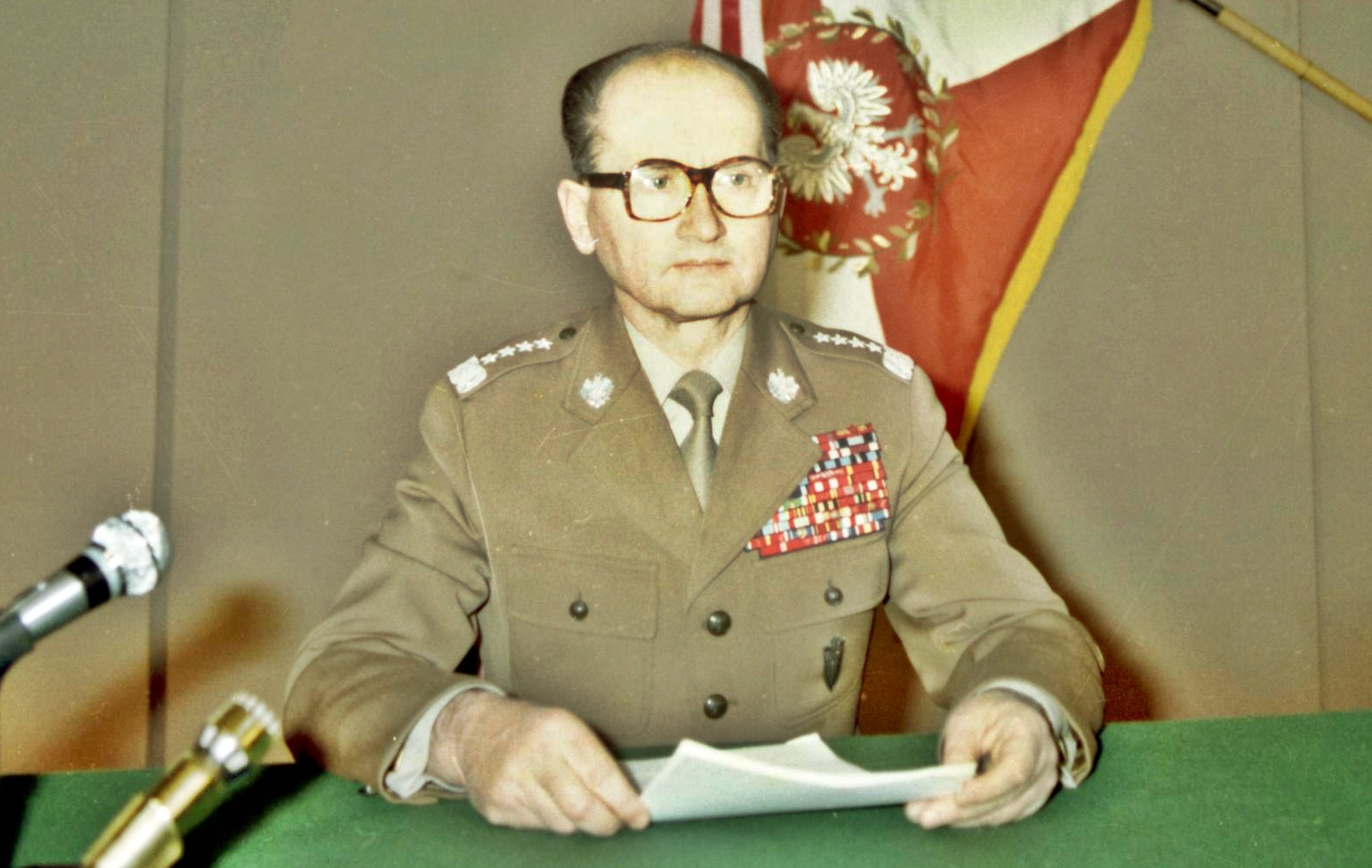
Jaruzelski im Fernsehen bei Ausrufung des Kriegsrechts am 13. Dezember 1981

Unter dem infolge des Aufstandes von 1970 ins Amt gekommenen vierten Vorsitzenden der Polnischen Vereinigten Arbeiterpartei (PVAP), Edward Gierek, erlebte Polen zunächst einen Wirtschaftsaufschwung, der allerdings vor allem auf Krediten aus der Bundesrepublik Deutschland beruhte. Mitte der 1970er-Jahre verschärfte sich jedoch die Wirtschaftslage Polens zunehmend. Die PVAP sah sich gezwungen, verschiedene Subventionen abzuschaffen. Dies führte allerdings zu einer Teuerungswelle, woraufhin im Juni 1976 im ganzen Land Proteste und Streiks ausbrachen. In den Traktorenwerken Ursus in Warschau sowie in der mittelpolnischen Woiwodschaftsstadt Radom kamen bei deren Niederschlagung zwei Demonstranten zu Tode.
Die sich weiter verschlechternde wirtschaftliche und soziale Lage des Landes sorgte in der Bevölkerung für steigenden Unmut und führte im August 1980 zu einer massiven Streikwelle. In der Folge wurde am 17. September 1980 die unabhängige Gewerkschaft Solidarność gegründet. Sie vereinte die bisher zersplitterte illegale demokratische Opposition und stellte die erste Organisation ihrer Art im gesamten Ostblock dar. Aufgrund des enormen Drucks der Öffentlichkeit musste die PVAP die von Lech Wałęsa geführte Solidarność schließlich legalisieren. In diese schrieben sich daraufhin innerhalb weniger Monate knapp zehn Millionen Polen als Mitglieder ein.
Nicht nur in der PVAP, sondern vor allem auch in der sowjetischen Führung unter Leonid Breschnew sah man in der Solidarność eine Bedrohung für den Herrschaftsanspruch des kommunistischen Regimes. Das Politbüro der KPdSU in Moskau übte zunehmend Druck auf Warschau aus, die „Ordnung im Lande wiederherzustellen“.
Gemäß den Angaben des sowjetischen Dissidenten Wladimir Bukowski habe es ein geheim gehaltenes Treffen von Vertretern der Parteiführungen der Sowjetunion und der Volksrepublik Polen in der sowjetischen Grenzstadt Brest im April 1981 gegeben. Demnach drängten Juri Andropow, der Chef des KGB, und der sowjetische Verteidigungsminister Dmitri Ustinow ihre Gesprächspartner, den im September 1980 zum Vorsitzenden der PVAP ernannten Stanisław Kania und Verteidigungsminister Wojciech Jaruzelski, die Demokratie- und Protestbewegung gewaltsam niederzuschlagen. Falls erforderlich, könnten die sozialistischen Verbündeten „Truppen entsenden“. Kania und Jaruzelski bezeichneten eine derartige Lösung als „unmöglich“, verpflichteten sich aber, „mit eigenen Mitteln“ die Macht der Partei wiederherzustellen.
Im Oktober 1981 musste Kania, der aus der Sicht Moskaus zu nachgiebig gegenüber der Opposition auftrat, seinen Platz an der Spitze der PVAP räumen. Die Nachfolge trat Jaruzelski an, der bereits zuvor Verteidigungsminister gewesen und mittlerweile auch Vorsitzender des Ministerrates, und somit Regierungschef, war. Mit seiner Amtsübernahme wuchs der Einfluss des Militärs auf die PVAP und den gesamten Staatsapparat. Bei internen Gesprächen mit Vertretern der Moskauer Führung erklärte er, er werde bei seinen Handlungen so argumentieren wie der frühere polnische Marschall Józef Piłsudski, der das Land 1926 ebenfalls durch eine Machtübernahme des Militärs stabilisiert habe; die polnische Bevölkerung werde dies verstehen.
Beide Seiten einigten sich auf ein Propagandakonzept: Vertreter der sowjetischen Militärführung sollten mit einer Invasion drohen, damit das Kriegsrecht als „kleineres Übel“ nicht nur von Jaruzelskis eigenen Landsleuten, sondern auch dem Westen akzeptiert werde. Bukowski folgend heißt es in einem Protokoll des Politbüros der KPdSU dazu: „Der die Konterrevolution bremsende Faktor, der darin besteht, dass die innere Reaktion und der internationale Imperialismus befürchten, dass die Sowjetunion Truppen nach Polen entsenden könnte, soll maximal ausgenutzt werden.“

## Verhängung des Kriegsrechts am 13. Dezember 1981
Trotz der Bereitschaft der Solidarność zu Kompromissen, übernahm in der Nacht vom 12. auf den 13. Dezember 1981 die Polnische Volksarmee samt weiteren Sicherheitsorganen, wie der Bürgermiliz (Milicja Obywatelska) genannten Polizei sowie deren gegen Demonstranten und Streikende zum Einsatz kommenden kasernierten Sondertruppe ZOMO, die Macht in Polen und installierte de facto eine Militärregierung. Insgesamt kamen an diesem Tag 70.000 Soldaten und 30.000 Beamte der ZOMO zum Einsatz, um im ganzen Land Kontrollpunkte einzurichten.
Mehr als 3.000 Personen wurden zudem in Haft genommen, darunter fast die gesamte Führung der Solidarność, viele oppositionell eingestellte Intellektuelle, aber auch einige frühere Spitzenfunktionäre der PVAP, darunter Edward Gierek und Piotr Jaroszewicz. Die Solidarność selbst wurde verboten.
Am Sonntag, dem 13. Dezember 1981, strahlte das polnische Fernsehen vom frühen Morgen an stündlich eine zuvor aufgezeichnete Rede Jaruzelskis aus, in der er verkündete, dass ein Militärrat der Nationalen Rettung (Wojskowa Rada Ocalenia Narodowego, kurz WRON) gebildet und das Kriegsrecht über das Land verhängt worden seien. Der WRON bestand aus 15 Generälen, einem Admiral und fünf Obersten, darunter neben Jaruzelski selbst Florian Siwicki und Czesław Kiszczak. Die damalige polnische Verfassung sah die Bildung eines solchen Organs nicht vor, trotzdem wurden die Entstehung und sämtliche Anordnungen des WRON durch Mitglieder des Staatsrates bestätigt.
Wichtige Einrichtungen wie Behörden, Produktionsbetriebe sowie Rundfunk und Fernsehen wurden vom Militär besetzt. Die Fernsehnachrichten verlasen Offiziere in Uniform. Die Bewegungs- und Versammlungsfreiheit wurden eingeschränkt, Schulen und Universitäten geschlossen. Für das ganze Land galt eine Ausgangssperre.
Die Telefonverbindungen zwischen den Großstädten wurden nach Verhängung des Kriegsrechts für 29 Tage vollständig abgeschaltet. Auf diese Weise wollte das Militär die Kontakte zwischen den einzelnen Zentren der Solidarność unterbinden. Später wurden in allen Fernmeldeämtern automatische Ansagen geschaltet, die jeden Benutzer im Minutentakt mit der Durchsage „Kontrolliertes Gespräch“ (rozmowa kontrolowana) informierten. Auch wenn nicht jedes Gespräch abgehört wurde, diente dieses Vorgehen der Einschüchterung.

## Unter dem Kriegsrecht

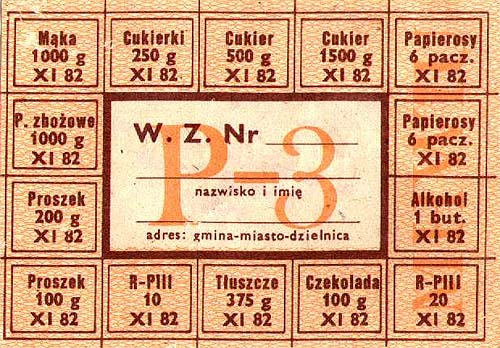
Lebensmittelkarte während der Rationierung im Rahmen des Kriegsrechts

Insgesamt wurden unter dem Kriegsrecht rund 10.000 Personen interniert. In vielen Fällen kamen Kinder von politischen Häftlingen in Heime. Die ZOMO schlug mehr als 350 Streiks und Protestkundgebungen gegen das Kriegsrecht nieder. Bei der Stürmung der von Solidarność-Mitgliedern besetzten Steinkohlenzeche „Wujek“ in Kattowitz erschoss sie neun Bergleute. Insgesamt kamen unter dem Kriegsrecht rund 25 Streikende und Demonstranten bei Zusammenstößen mit der ZOMO zu Tode. Daneben wurden etwa ein Dutzend politischer Aktivisten aus den Reihen der Demokratiebewegung von „unbekannten Tätern“ ermordet.
Das Kriegsrecht führte zu einer Emigrationswelle von Polen mit Hochschulbildung, darunter 22.000 Ingenieure, 3.000 Ärzte und 3.000 hochqualifizierte Wissenschaftler. Stanisław Lem emigrierte 1982 nach West-Berlin und kehrte erst 1988 zurück. Bereits Anfang Januar 1982 hatten polnische Intellektuelle mit einem offenen Brief die Aufhebung des Kriegsrechts gefordert.
Entgegen den Erwartungen der Führung der PVAP verschärfte sich die Wirtschaftslage weiter. Dazu trugen Wirtschaftssanktionen, die mehrere westliche Länder auf Initiative von Ronald Reagan über Polen verhängt hatten, entscheidend bei. Die meisten Lebensmittel, wie Fleisch, Zucker, Mehl oder Butter, wurden rationiert, die Grundversorgung mit Medikamenten brach zusammen. Das Bruttoinlandsprodukt ging um ein Viertel zurück, das polnische Wirtschaftsministerium verringerte die Subventionen für Lebensmittel und Energie, was zu einer Verdoppelung bis Verdreifachung der Kosten für Verbraucher führte.
Mehrere in den Untergrund gedrängte Führer der Solidarność, darunter Zbigniew Bujak und Władysław Frasyniuk, bauten deren konspirative Strukturen neu auf. Es entstanden Untergrundverlage, auch wurde ein inoffizielles Hilfswerk gegründet, um Angehörige von Internierten zu unterstützen. Ebenso entstanden mehrere Auslandsbüros der Solidarność. Zum zweiten Jahrestag ihrer ursprünglichen Legalisierung am 31. August 1982 protestierten in Warschau rund 120.000 Menschen gegen das Kriegsrecht. Die ZOMO nahm in einer Großaktion etwa 5.000 von ihnen fest, bei einer daraus entstandenen Straßenschlacht kamen mindestens fünf Demonstranten ums Leben.
Gegen Ende des Kriegsrechts versuchte das Regime durch die Gründung der Patriotischen Bewegung für die Nationale Wiedergeburt (Patriotyczny Ruch Odrodzenia Narodowego, kurz PRON) Wege zur Verständigung mit den gesellschaftlichen Kräften, die nicht zur Solidarność gehörten, zu finden.
Am 22. Juli 1983 hob die Regierung das Kriegsrecht offiziell auf.

## Nach dem Ende des Kriegsrechts
Nach Beendigung des Kriegsrechts wurden die ohne Gerichtsurteil internierten Oppositionellen freigelassen, doch blieben mehrere Tausend verurteilte Aktivisten weiter in Haft. An die Spitze der staatlichen Medien traten wieder Zivilisten, ebenso wie in den Behörden Funktionäre der PVAP wieder das Sagen hatten. Im wirtschaftlichen Sektor begann man mit zaghaften Reformen, doch die Wirtschaftslage besserte sich nicht, und die Defizitwirtschaft ließ einen blühenden Schwarzmarkt entstehen.
Auch der innenpolitische Druck verringerte sich nicht. Nach wie vor wurden Demonstrationen niedergeschlagen und die Vertreter der Solidarność im Untergrund standen weiter auf den Fahndungslisten. Die Medien unterlagen unverändert einer scharfen Zensur und der Repressionsapparat wurde weiter ausgebaut. Ein Jahr nach der offiziellen Aufhebung des Kriegsrechts zählte der polnische Staatssicherheitsdienst über 70.000 Planstellen und Zehntausende von Informanten, die höchste Zahl seit dem Ende des Stalinismus.
Die Repressionen ließen erst allmählich nach, nachdem in der Sowjetunion von 1986 an die Politik der Perestroika unter Michail Gorbatschow einsetzte.

## Internationale Rezeption und Kontroversen
Die Verhängung des Kriegsrechts über Polen wurde von den Regierungen der Vereinigten Staaten (Regierung Reagan) und Großbritanniens (Regierung Thatcher) scharf verurteilt; sie verhängten in der Folge Wirtschaftssanktionen und begrenzten die diplomatischen Kontakte mit Polen. Die Reaktion der Regierung Frankreichs stand wiederum unter dem Einfluss der Entspannungspolitik des im selben Jahr neu gewählten Präsidenten François Mitterrand.
Bundeskanzler Helmut Schmidt sah das Kriegsrecht dagegen als Beitrag zur Stabilisierung Polens und Wiederherstellung des Gleichgewichts der Blöcke in Europa. Führende Mitglieder der Solidarność, darunter Wałęsa selbst, kritisierten Schmidt und andere westliche Politiker, die den autoritären Eingriffen des Regimes Verständnis entgegenbrachten, als zynisch oder rücksichtslos gegenüber der Demokratiebewegung in Polen. Auch polnische Emigranten in Deutschland sowie deutsche Intellektuelle mit Sympathien für die polnische Opposition zeigten sich enttäuscht. Schmidts Äußerungen wurden als Legitimierung eines antidemokratischen Akts verstanden. Das Verhältnis der SPD zur Solidarność war nach Schmidts Aussagen gestört. Die CDU unter Helmut Kohl positionierte sich deutlich auf der Seite der Solidarność und gewann so auch nach 1989 an moralischer Glaubwürdigkeit in Polen. Timothy Garton Ash sieht Schmidts Haltung als Paradebeispiel für die technokratische Politik des Westens, in der Systemstabilität über demokratische Prinzipien gestellt und dadurch auch in der Gegenwart Demokratiebewegungen demoralisiert würden.
Die Führung der DDR fürchtete den wachsenden Einfluss der Solidarność über die Grenzen Polens hinaus, weshalb Erich Honecker das Kriegsrecht ausdrücklich begrüßte. Das Ministerium für Staatssicherheit arbeitete daher bereits im Vorfeld des Kriegsrechts eng mit dem polnischen Inlandsgeheimdienst zusammen. Nach 1981 wurde in der Tageszeitung Neues Deutschland, zugleich das Zentralorgan der SED, die Solidarność als „Werk des Imperialismus“ diffamiert und das Kriegsrecht als Notwehrmaßnahme gegen „Zerstörung und Chaos“ dargestellt.
Jaruzelski rechtfertigte sein Handeln bis zu seinem Tod 2014 mit der angeblich unmittelbar drohenden Gefahr eines Einmarsches der Sowjetarmee, der nach seinen Worten unweigerlich zu Blutvergießen geführt hätte. Allerdings belegen die Protokolle der Politbüros in Warschau und Moskau, dass nie eine Invasion drohte. Der russische Dissident Wladimir Bukowski veröffentlichte 1995 in Auszügen sowjetische Akten zum Kriegsrecht. Er hatte zu einer Personengruppe gehört, die 1992 im Auftrag von Präsident Boris Jelzin im Archiv des Politbüros der KPdSU nach Materialien für den Prozess um die Wiederzulassung der von diesem verbotenen Partei suchen sollten.